# 鲲鹏航空

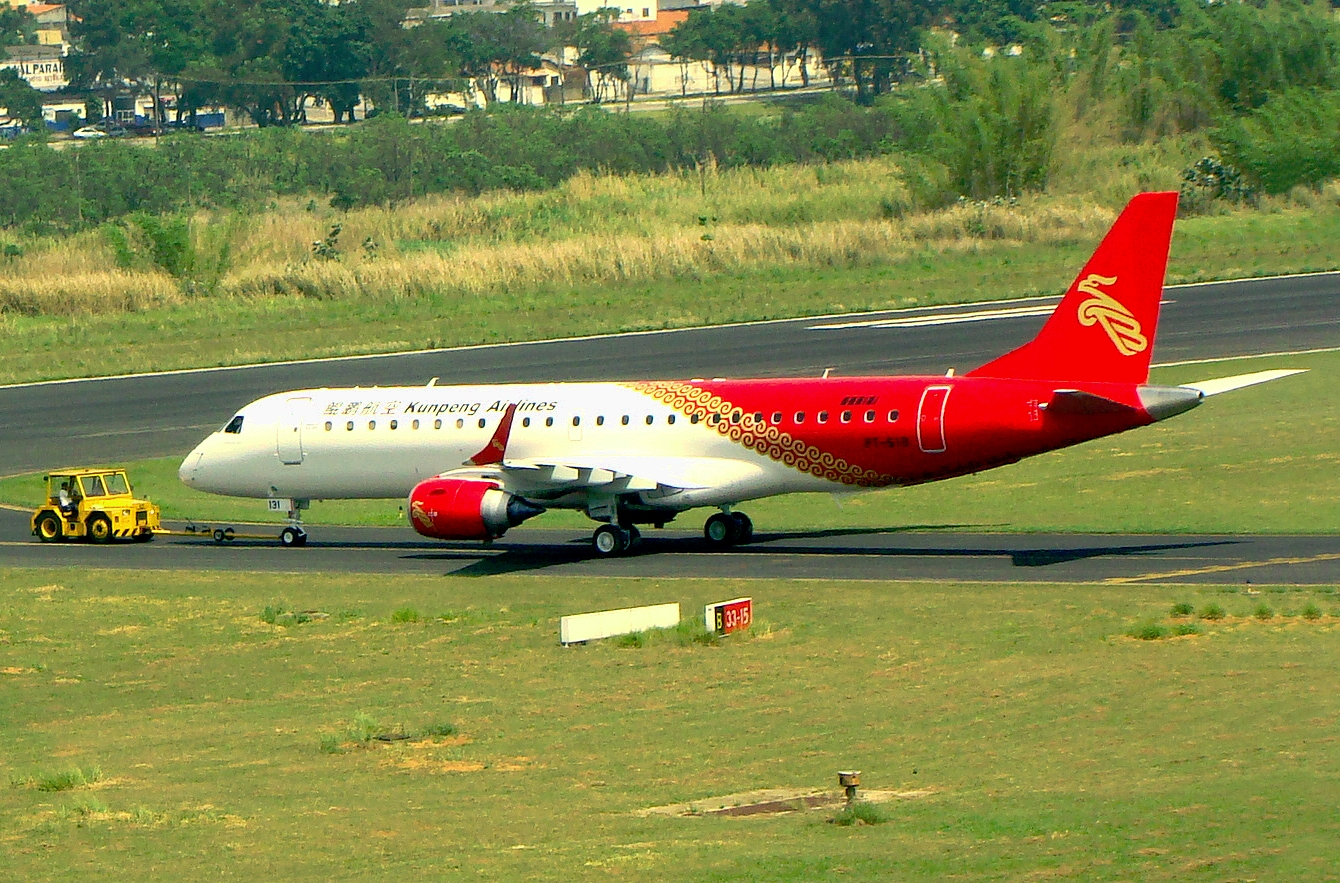
鲲鹏航空E190

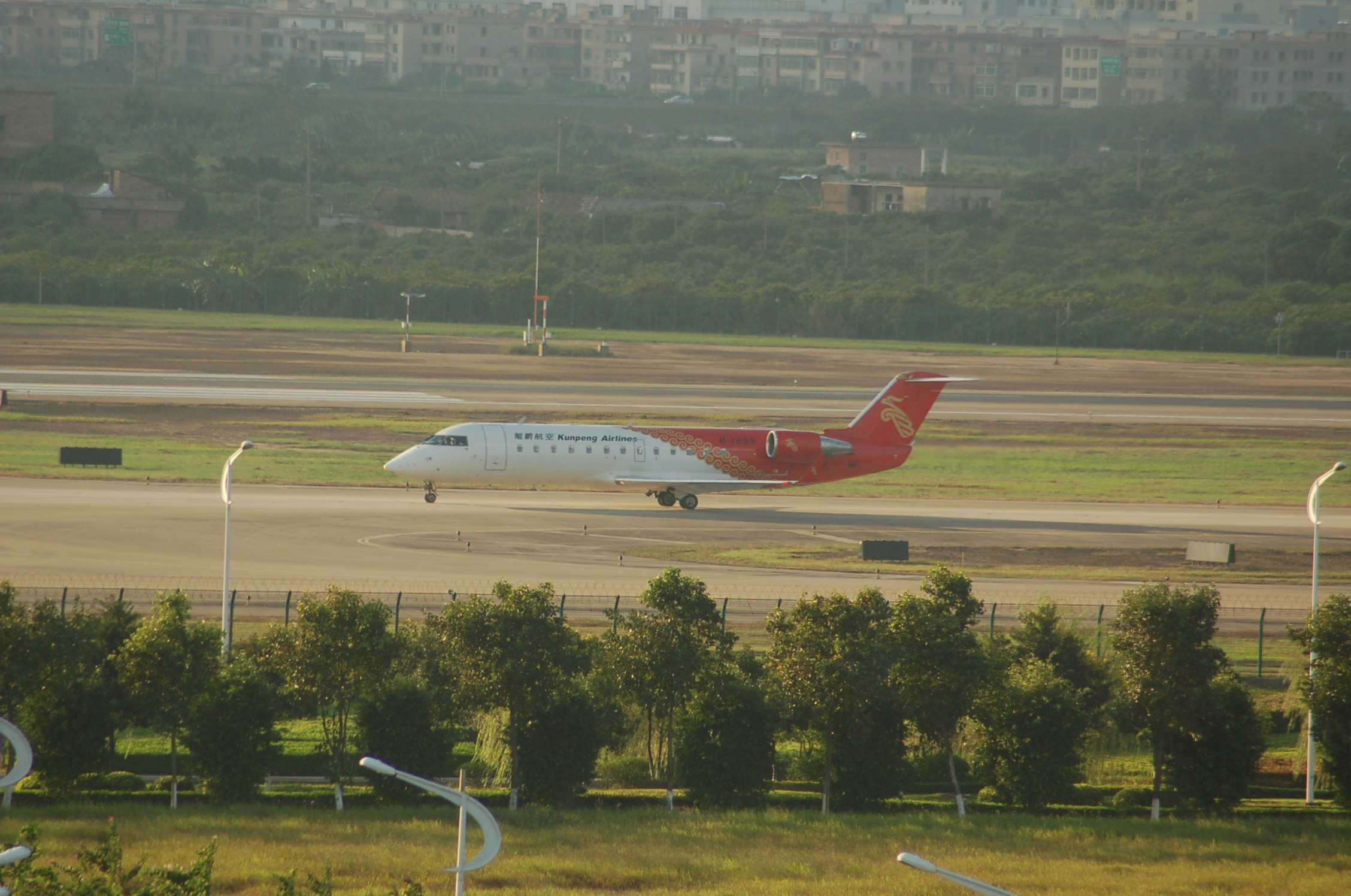
鲲鹏航空CRJ200

鲲鹏航空（英語：Kunpeng Airlines）是一家以鄭州為基地的中國航空公司，最初名為“鯤鵬航空”，於2010年1月26日改称河南航空運營，2010年8月其飞机在黑龙江省伊春发生空难后又复名“鲲鹏航空”。原期投資額為5億人民幣，由深圳航空和梅萨航空（Mesa Airlines）出资，深圳航空佔51%股權。鯤鵬航空原本計劃在北京奧運前引進20架支線客機。伊春空难后该公司暂停运营。

## 歷史
鯤鵬航空在2007年8月獲得中國民用航空總局頒發的航運許可，在同年9月28日開始營運。由於中國有CRJ經驗的飛行員數目不多，故營運初期由美國梅萨航空在海外聘請較具有經驗的飛行員來中國工作，而深航亦派出機務工程人員、乘務員、和簽派人員等。
西安是其第一个营运基地。2008年，鯤鵬航空在河南鄭州建立總部基地。
2007年，鯤鵬航空订购了100架国产的ARJ21。
2008年，由于梅萨航空申请破产，鯤鵬航空遂为深圳航空全资子公司。2009年11月鲲鹏航空接受河南省注资，更名河南航空。但在伊春空难之后，河南省工商行政管理局称河南省 “未持有该公司股份”，遂撤销 “河南航空” 名称，恢复 “鲲鹏航空”。然而时至今日(2019年2月12日)，其工商注册信息的名称仍是“河南航空”。
2010年8月伊春空难之后，河南航空即被勒令停飞，恢复鲲鹏航空名称后即因资不抵债而破产。2013年有消息称河南省将投资4亿元推进该公司破产重组，然而之后并无太多进展。
2020年10月20日，河南省郑州市中级人民法院批准河南航空有限公司重整计划并终止其重整程序。

## 機隊
截至2010年9月1日，鯤鵬航空機隊如下：

## 事故
2010年8月24日，河南航空8387號班機，機型E190，在执行哈尔滨太平国际机场飞往伊春林都机场的任務时，在林都机场附近失事。

## 脚注
1. ↑  公司法律名称仍为“河南航空有限公司”，并未恢复原名[4]

## 外部連結
- 鯤鵬航空网站